# Solo Türk

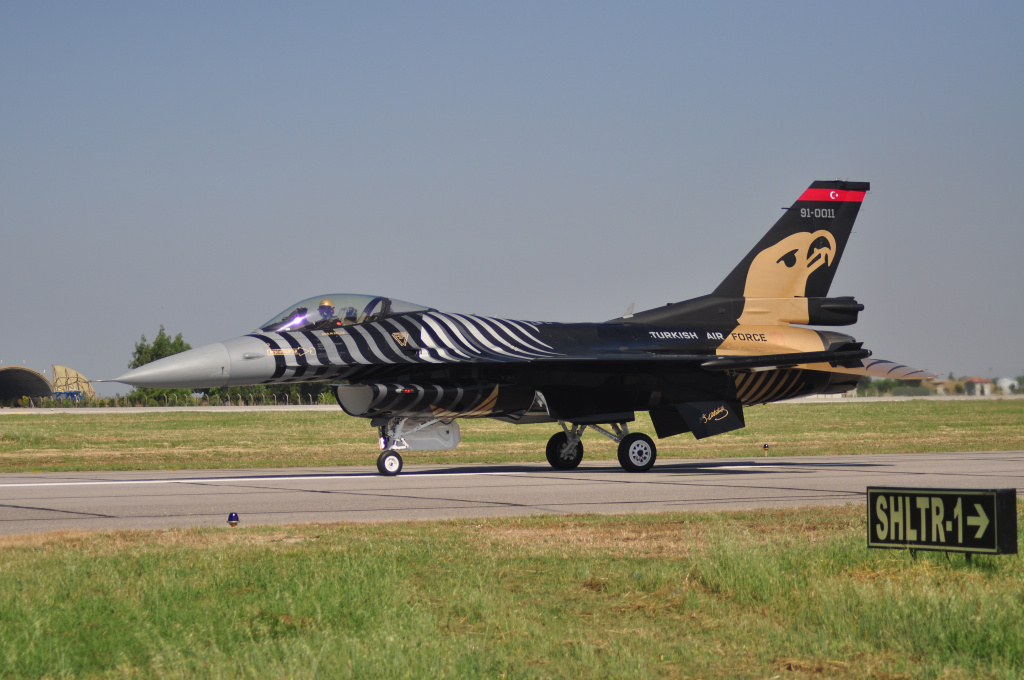
F-16 der Solo Türk (2011)

SOLOTÜRK (auch: SoloTürk) ist das Solo-Kunstflugteam der türkischen Luftwaffe. Es ist neben den Türk Yıldızları die zweite Kunstflugmannschaft der Türkei. Zum Einsatz kommen F-16C Block 30-TM.

## Geschichte
Anlass für die Gründung der Staffel war das hundertjährige Jubiläum der türkischen Luftwaffe. Die erste öffentliche Vorführung fand am 15. April 2011 auf dem Militärflugplatz Akıncı in Ankara statt. Die Farbgebung der Flugzeuge ist in den Farben Schwarz, Silber und Gold gehalten. Sie soll den Tanz von Kraft und Technologie mit den Wolken symbolisieren. Auf der Unterseite befindet sich die türkische Flagge. Auf dem Seitenleitwerk ist ein großer Adlerkopf zu sehen.
Der Pilot der Solo Türk Murat Keleş erhielt für seine Flugshow auf der weltweit größten Flugschau Royal International Air Tattoo als höchste Auszeichnung den Hussein I.-Degen.

## Piloten
- Hava Pilot Binbaşı (Major der Luftwaffe) Murat Bakıcı
- Hava Pilot Binbaşı (Major der Luftwaffe) M. Erhan Aydemir